# Mädchen im Grünen
Mädchen im Grünen (Meisjes in het groen), ook wel genoemd Mädchen unter Bäumen (Meisjes onder bomen), is een schilderij van de Duitse expressionistische kunstschilder August Macke, geschilderd in 1914, olieverf op doek, 119,5 x 159 centimeter. Het toont een aantal meisjes tussen de bomen aan de rand van een meer, waarbij de kleurvlakken van de figuren en de omgeving in elkaar over te lijken lopen. Het werk bevindt zich thans in de collectie van de Pinakothek der Moderne te München.

## Context
Macke maakte deel uit van de expressionistische kunstenaarsbeweging Der Blaue Reiter, maar hield zich in tegenstelling tot zijn collega's Wassily Kandinsky en Franz Marc weinig bezig met theoretische discussies. Hij deelde met hen weliswaar een aantal ideeën over primitieve kunst, maar de spirituele ideeën van Die Brücke en Der Blaue Reiter behoren niet tot zijn vocabulaire. In wezen was hij vooral een colorist en zocht hij steeds naar warmte en ritme in zijn werken. Daarbij werd hij beïnvloed door de orfistische ideeën van Robert Delaunay over kleurverbanden en het fragmenteren en interpreteren van vormen op basis van licht en kleur. 
Macke verhuisde in november 1913 met zijn vrouw Elisabeth naar Hilterfingen, aan het Meer van Thun.  Hij begon er aan zijn qua omvang grootste werk Mädchen im Grünen nog voordat hij in april 1914 met Paul Klee een reis door Tunesië zou gaan maken, hetgeen bevestigt dat de stijl van zijn latere werken zich reeds voor dat tijdstip gevormd had. Macke sneuvelde aan het begin van de Eerste Wereldoorlog, in september 1914, aan het front in Frankrijk.

## Afbeelding
Mädchen im Grünen toont een aantal spelende meisjes tussen de bomen aan de rand van het Meer van Thun. Een dichter bij elkaar geplaatste groep op de achtergrond correspondeert met de in voor- achter- en zijinzicht afgebeelde meisjes op de voorgrond. Macke onderstreept de perspectivische en dynamische opbouw door de drie door de lijst afgesneden figuren enigszins schuin weer te geven en achter elkaar in de diepte te plaatsen.
Het figuratieve aspect is echter duidelijk ondergeschikt aan het vluchtige spel van licht en schaduw en de voortdurende verandering in tonaliteit. Het beeld van de meisjes vermengt zich volledig met de omgeving. Mens en natuur zijn met elkaar verweven door de formele behandeling en de losse penseelvoering die alle elementen op eenzelfde wijze structureert. Het evenwichtige coloriet lost alle voorwerpen op in een schilderachtig evenwicht. De blauwtinten van het meer worden doorgetrokken in de jurken van de meisjes. In hun kleren contrasteert het koele blauw met warme rode, gele en bruine kleuren, waardoor de compositie tegelijk een zekere spanning krijgt. Uit alles blijkt een weloverwogen opbouw. De diverse kleurvlekken, waaronder de witte jurken, zijn zorgvuldig gerangschikt. Wat telt is de totaalimpressie, waaruit Mackes onaanvechtbare overtuiging spreekt van harmonie tussen mens en natuur. Dit wordt nog versterkt door een suggestie van beweging die ontstaat door de gesegmenteerde opzet. Het patroon van de vlekken en het ritme in de vlakken neigt sterk naar abstractie, maar Macke geeft er zich nog niet echt aan over. Door zijn vroegtijdige dood korte tijd later, heeft het zich nooit kunnen uitwijzen hoe zijn ontwikkeling als kunstschilder verder zou zijn geëvolueerd.

## Trivia

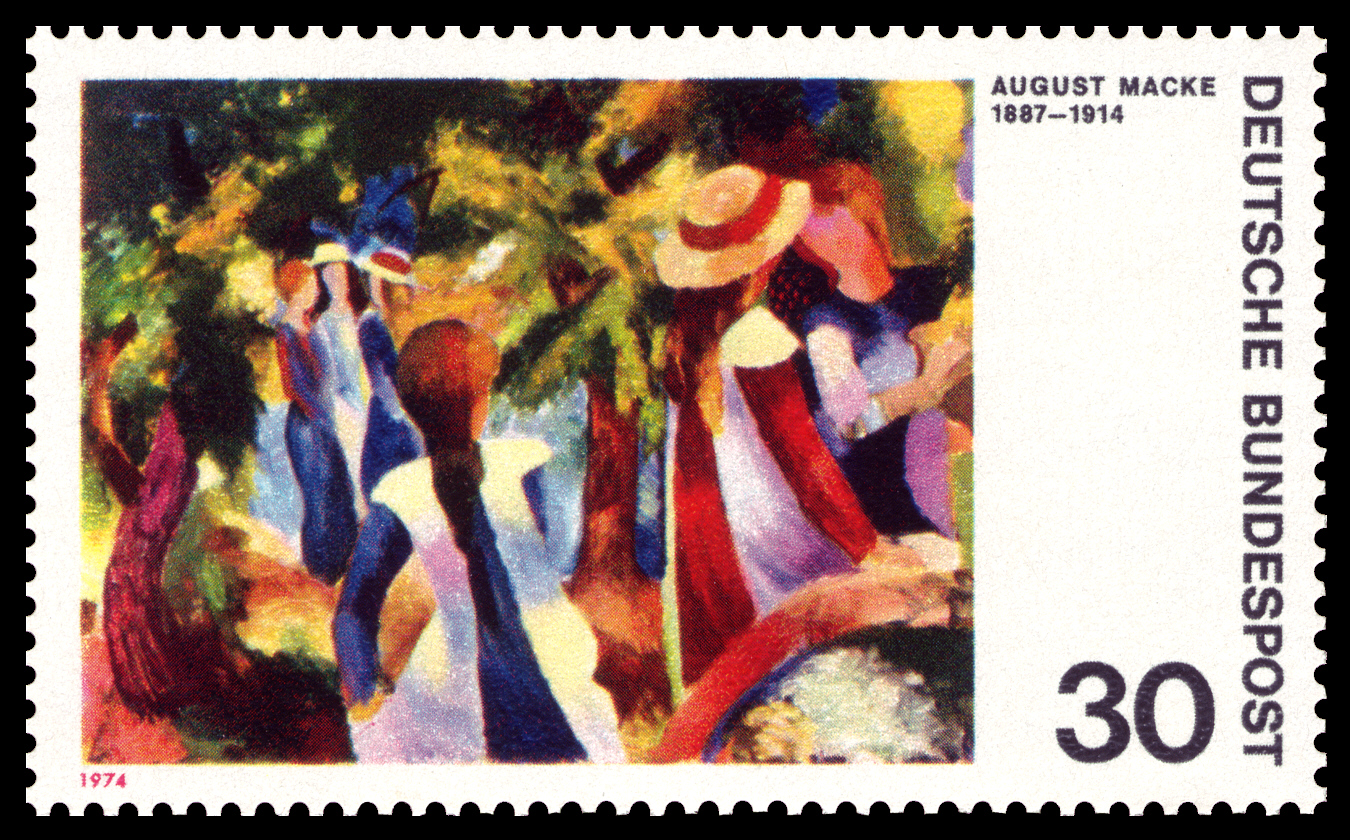
Postzegel Bondsrepubliek Duitsland 1974

- Mädchen im Grünen sierde in 1974 een West-Duitse postzegel van 30 cent.